# Linfoblasto
El linfoblasto es una célula inmadura precursora de los linfocitos. En circunstancias habituales pueden encontrarse linfoblastos en la medula ósea de los huesos largos de personas sanas.

## Maduración

Linaje de las células sanguíneas. Puede observarse como el linfoblasto da origen al linfocito.

El linfoblasto da origen al prolinfocito y este se convierte en linfocito.

## Descripción
El linfoblasto tiene un tamaño que oscila entre 10 y 18 µ, la forma es redondeada u oval. Presenta núcleo celular único y citoplasma azulado con granulaciones. La relación núcleo-citoplasma es entre 5:1 y 7:1. A menudo presenta una zona perinuclear y 1 o 2 nucléolos. Se encuentra normalmente en la médula ósea.

## Leucemia linfoblástica aguda
Cuando se produce una proliferación incontrolada de linfoblastos (blastos), estas células se multiplican en grandes cantidades, invaden la médula ósea impidiendo la fabricación de otras células como los hematíes y las plaquetas y pasan a la sangre. Este proceso se llama leucemia linfoblástica aguda y tiene graves repercusiones para la salud.